# Alcide Ouellet
Pour les articles homonymes, voir Ouellet.
Alcide Ouellet (né le 13 septembre 1924 Saint-Léon-le-Grand - mort le 29 octobre 1989 à Montréal) est un météorologue québécois et vulgarisateur scientifique. Chroniqueur de la météo à La Première Chaîne radio de Radio-Canada pendant plus de 25 ans. 
Pionnier de la météo en français au Canada, il entre au service météorologique en 1951 après avoir obtenu sa maîtrise en météorologie à l'Université de Toronto, l'un des premiers francophones à l'obtenir. Il est par la suite chef de bureau météorologique de Montréal de 1966 à 1971 puis travaille au Centre météorologique canadien.
En 1972, dans un souci de vulgarisation, il publie un livre sur la météo dont des portions seront reprises par d'autres auteurs. En 1974, Il devient chroniqueur météo pour le journal de Montréal. En plus d'avoir été conseiller technique à la météo de Télé-Métropole en 1961 et de Radio-Canada à partir de 1965, on a pu l'entendre tous les matins sur les ondes de CBF Bonjour, émission qu'il a dû quitter en janvier 1989 en raison de maladie.
Il décède le 29 octobre 1989 à l'âge de 65 ans des suites d'un cancer.